# Stara Lipa (Chorwacja)
Stara Lipa – wieś w Chorwacji, w żupanii pożedzko-slawońskiej, w mieście Požega. W 2011 roku liczyła 213 mieszkańców.